# Lista de bandeiras taiwanesas
Esta é uma lista de bandeiras usadas em Taiwan

## Bandeira atual
| Bandeira | Duração       | Uso                            | Descrição                                                                 |
| -------- | ------------- | ------------------------------ | ------------------------------------------------------------------------- |
|          | 1945–presente | Bandeira da República da China | Um campo vermelho, com um cantão azul contendo um sol branco de 12 raios. |

## Bandeiras históricas
| Bandeira | Duração   | Uso                                  | Descrição |
| -------- | --------- | ------------------------------------ | --- |
|          | 1544-1578 | Bandeira da Formosa Portuguesa       | Usado pelos portugueses quando descobriram a ilha.                                                                |
|          | 1578-1624 | Bandeira da Formosa Portuguesa       | Igual à bandeira de Portugal                                                                                      |
|          | 1624–1662 | Bandeira de Formosa Neerlandesa      | Igual à bandeira dos Países Baixos                                                                                |
|          | 1626–1642 | Bandeira de Formosa Espanhola        | Igual à bandeira do Império Espanhol                                                                              |
|          | 1661–1683 | Bandeira do Reino de Tungning        | O caractere Han "鄭" em um círculo vermelho em um campo branco simples.                                           |
|          | 1890–1895 | Bandeira da Dinastia Qing            | Um dragão azul em um campo amarelo simples com o sol vermelho do corvo de três pernas no canto superior esquerdo. |
|          | 1895      | Bandeira da República de Formosa     | Tigre em um campo azul simples com nuvens azuis abaixo.                                                           |
|          | 1895–1945 | Bandeira do Japão para uso em Taiwan | Campo branco com disco vermelho no centro.                                                                        |

## Bandeiras reais
| Bandeira | Duração   | Uso                                                                                 | Descrição |
| -------- | --------- | ----------------------------------------------------------------------------------- | --- |
|          | 1626–1642 | Bandeira Real da Casa de Habsburgo na Espanha. (escudo de Portugal nas armas reais) | |
|          | 1863–1895 | Estandarte do Imperador Qing                                                        | Um dragão azul em um campo amarelo com um triângulo retângulo simples e o sol vermelho do corvo de três pernas no canto superior esquerdo. |
|          | 1895-1945 | Estandarte Imperial do Império do Japão                                             | Campo vermelho com o crisântemo dourado de 16 pétalas no centro.                                                                           |

## Divisões políticas

### Províncias
| Bandeira | Duração | Uso                 | Descrição |
| -------- | ------- | ------------------- | --------- |
|          |         | Província de Taiwan |           |

### Municípios especiais
| Bandeira | Duração       | Uso        | Descrição |
| -------- | ------------- | ---------- | --- |
|          | 2009–resente  | Kaohsiung  | "高" estilizado. Cores que simbolizam o sol, a vitalidade, a proteção ambiental e o oceano.                     |
|          | 2009–presente | Nova Taipé | "北" altamente estilizado na forma de quatro corações dispostos para se assemelhar a um trevo de quatro folhas. |
|          | 2008–presente | Taichung   | |
|          | 2009–presente | Tainan     | |
|          | 2009–presente | Taipé      | |
|          | 2014–presente | Taoyuan    | |

### Cidades provinciais
| Bandeira | Duração | Uso     | Descrição |
| -------- | ------- | ------- | --------- |
|          |         | Chiayi  |           |
|          |         | Keelung |           |

### Condados
| Bandeira | Duração | Uso                 | Descrição |
| -------- | ------- | ------------------- | --------- |
|          |         | Condado de Changhua |           |
|          |         | Condado de Chiayi   |           |
|          |         | Condado de Hsinchu  |           |
|          |         | Condado de Hualien  |           |
|          |         | Quemói              |           |
|          |         | Matsu               |           |
|          |         | Condado de Miaoli   |           |
|          |         | Condado de Nantou   |           |
|          |         | Pescadores          |           |
|          |         | Condado de Pingtung |           |
|          |         | Condado de Taitung  |           |
|          |         | Condado de Yilan    |           |
|          |         | Condado de Yunlin   |           |

## Bandeiras militares
| Bandeira | Duração       | Uso                                                                                         | Descrição                                            |
| -------- | ------------- | ------------------------------------------------------------------------------------------- | ---------------------------------------------------- |
|          | 1945–presente | Bandeira do Exército da República da China (anteriormente Exército Nacional Revolucionário) | O céu azul com um sol branco com uma borda vermelha. |
|          |               | Marinha da República da China                                                               | Idêntica à bandeira do Kuomintang (veja abaixo).     |
|          |               | Força Aérea da República da China                                                           |                                                      |
|          |               | Corpo de Fuzileiros Navais da República da China                                            |                                                      |
|          |               | Polícia Militar da República da China                                                       |                                                      |
|          |               | Forças armadas                                                                              |                                                      |
|          |               | Reserva das Forças Armadas                                                                  |                                                      |
|          |               | Academia Militar da República da China                                                      |                                                      |
|          |               | Comando Logístico Combinado                                                                 |                                                      |
|          |               | Bandeira do General da ROCA                                                                 |                                                      |
|          |               | Administração da Guarda Costeira                                                            |                                                      |
|          |               | Presidente da Comissão de Assuntos Militares da República da China                          |                                                      |
|          |               | Universidade de Defesa Nacional                                                             |                                                      |

## Outras bandeiras estaduais
| Bandeira | Duração   | Uso | Descrição |
| -------- | --------- | --- | --- |
|          | 1929–     | Bandeira do comandante-em-chefe da República da China, também conhecida como estandarte do presidente de Taiwan | |
|          | 1930–     | Padrão do vice-presidente da República da China (abolido)                                                       | |
|          | 1947–1986 | Padrão do vice-presidente da República da China                                                                 | Abolido com o Ato de Alferes da Marinha da República da China (海軍旗章條例) em 3 de janeiro de 1986.                                                                   |
|          | 1929–1966 | Bandeira civil da República da China                                                                            | Quatro listras amarelas serrilhadas são adicionadas à bandeira da República da China para uso como insígnia civil no mar. A bandeira civil atual é a bandeira nacional. |

## Bandeiras de partidos políticos
| Bandeira                             | Duração   | Uso                                                                 | Descrição                                                                         |
| ------------------------------------ | --------- | ------------------------------------------------------------------- | --------------------------------------------------------------------------------- |
|                                      | 1895–     | Bandeira do Kuomintang (compartilhada como bandeira naval da nação) | O "Céu Azul com um Sol Branco", 12 raios de sol representam ideais progressistas. |
|                                      | 1952–     | Bandeira do Corpo de Jovens da China                                |                                                                                   |
|                                      | 1986–     | Bandeira do Partido Democrático Progressista                        |                                                                                   |
| Ficheiro:People First Party flag.svg | 2000–     | Bandeira do Partido Popular Primeiro                                |                                                                                   |
|                                      | 2015–2019 | Bandeira deMinkuotang                                               |                                                                                   |

## Outras bandeiras históricas
| Bandeira | Duração             | Uso                                     | Descrição |
| -------- | ------------------- | --------------------------------------- | --- |
|          | 1981–2010           | Bandeira da cidade de Taipei            | Bandeira anterior usada pela cidade de Taipé, com seu selo no topo de 16 listras horizontais brancas e azuis. |
|          | 1999-2006           | Antiga bandeira da Nova Taipé           | |
|          | década de 1980-1999 | Antiga bandeira da Nova Taipé           | |
|          | 2006-2010           | Antiga bandeira da Nova Taipé           | |
|          | ? -2010 2018-2019   | Bandeira antiga do condado de Hsinchu   | |
|          | 2010-2018           | Bandeira antiga do condado de Hsinchu   | |
|          | 1951-2010           | Bandeira antiga do Condado de Taichung  | |
|          | 1978-2010           | Antiga bandeira da Tainan               | |
|          | ? -2010             | Bandeira antiga do condado de Tainan    | |
|          | 1974-2009           | Bandeira antiga da Kaohsiung            | |
|          | ? -1999             | Bandeira antiga do condado de Kaohsiung | |
|          | 1999-2010           | Bandeira antiga do condado de Kaohsiung | |
|          | 1984-2014           | Bandeira antiga do Condado de Taitung   | |

## Bandeiras de grupos étnicos

### Indígenas
| Bandeira | Duração       | Uso                                                                          | Descrição |
| -------- | ------------- | ---------------------------------------------------------------------------- | --- |
|          | 2018–presente | Bandeira dos taos                                                            | Uma bandeira branca com o símbolo tradicional do "olho do barco" e ornamentos triangulares tradicionais na parte superior e inferior.                                                                                             |
|          | 2017–presente | Bandeira dos rucais                                                          | A "Bandeira do Lírio" é composta por três cores: vermelho, amarelo e verde, representando esperança, amor e paz. Os lírios e as penas de águia representam a pureza e a justiça da tribo rucai, foram desenhados por Jin Shaohua. |
|          | 2017–presente | Bandeira dos aborígenes de Taiwan em Taichung                                | |
|          | 2016–presente | "Bandeira nacional" dos amis no Festival de Música de Amis.                  | |
|          | ? -presente   | Bandeira dos amis em Taidong                                                 | |
|          | 1984–1998     | Bandeira da Associação de Taiwan para a Promoção dos Direitos dos Aborígenes | |